# Max Kennedy Jr.
Matthew Maxwell Taylor „Max“ Kennedy Jr. (* 18. September 1993) ist ein amerikanischer politischer Organisator und Mitglied der Familie Kennedy. Er trat als Whistleblower über angebliche Missstände in der Coronavirus Task Force des Weißen Hauses unter Donald Trump auf.

## Biographie
Kennedy wurde am 18. September 1993, als Sohn von Victoria Anne Strauss und Max Kennedy geboren. Er ist der Enkel von Robert F. Kennedy und Ethel Kennedy. Der junge Max wuchs in Hyannis Port in der Nähe des Kennedy Compound auf. Als Jugendlicher engagierte er sich bei der Umweltorganisation Riverkeeper. Im Jahr 2016 schloss er sein Geschichtsstudium an der Harvard University ab. Er arbeitete in Teilzeit in Beratungs- und Investmentfirmen. Seine Pläne, Jura zu studieren, wurden durch den Ausbruch der COVID-19-Pandemie unterbrochen.
Vom Lager der Demokraten her geprägt, fühlte sich Kennedy zwar unwohl bei der Zusammenarbeit mit der Trump-Regierung, entschied sich aber schlussendlich dafür, da die Aufgabe „nicht politisch zu sein schien“. Er arbeitete mit etwa zwölf jungen Mitarbeitern im White House Coronavirus Task Force, das von Jared Kushner, dem Schwiegersohn von Präsident Donald Trump, gegründet und geleitet wurde. Aufgabe des Gremiums war, Schutzausrüstung an Orte zu liefern, an denen das Virus aufgetreten war. Kennedy sagte der Zeitschrift The New Yorker, dass er und die anderen Freiwilligen das offizielle Task-Force-Team für die US-Bundesregierung bildeten. Sie seien dafür verantwortlich, medizinische Versorgungsmittel mithilfe ihrer eigenen persönlichen Computer und privaten E-Mail-Konten zu beschaffen.
Trotz einer unterzeichneten Geheimhaltungsvereinbarung schickte er im April 2020 eine anonyme Beschwerde an den Ausschuss für Aufsicht und Reform des US-Repräsentantenhauses, in der er Versäumnisse und „gefährliche Inkompetenz“ in der Reaktion der Trump-Regierung auf die Pandemie schilderte. Kennedy bezeichnete die Reaktion der Trump-Regierung auf das Coronavirus als „Familienbüro trifft auf organisierte Kriminalität, verschmolzen mit Herr der Fliegen“ und nannte es „eine Regierung des Chaos“. Er verließ die Task Force später im selben Monat und arbeitet jetzt für die Demokratische Partei; er war an der Präsidentschaftskampagne von Joe Biden im Jahr 2020 beteiligt.
Kennedy behauptete, er sei von Brad Smith, einem Leiter des Task Force, dazu gedrängt worden, falsche Informationen über die prognostizierte Anzahl von Coronavirus-Todesfällen in den Vereinigten Staaten zu erstellen. Er habe sich geweigert, diese Aufgabe zu erfüllen. Kennedy erklärte, dass Anfragen von Unterstützern und Freunden des Präsidenten, einschließlich Jeanine Pirro, priorisiert worden seien. Sie seien auch angewiesen worden, medizinische Versorgungsgüter im Wert von Millionen von Dollar an fünf vorab ausgewählte Distributoren zu leiten.
Kennedy ist in Alex Gibneys Dokumentarfilm über die Corona-Krise – „Totally Under Control“ – zu sehen.